# Philip Stockton
Philip Stockton é um sonoplasta estadunidense. Venceu o Oscar de melhor edição de som na edição de 2012 por Hugo, ao lado de Eugene Gearty.